# Prgomet
Prgomet (in italiano anche Bergamet, desueto) è un comune della Regione spalatino-dalmata in Croazia. Al 2001 possedeva una popolazione di 797 abitanti.

## Località
Il comune di Prgomet è suddiviso in 5 frazioni (naselja):
- Bogdanovići
- Labin
- Prgomet (Bergamet)
- Sitno
- Trolokve